# Hick's Cayes

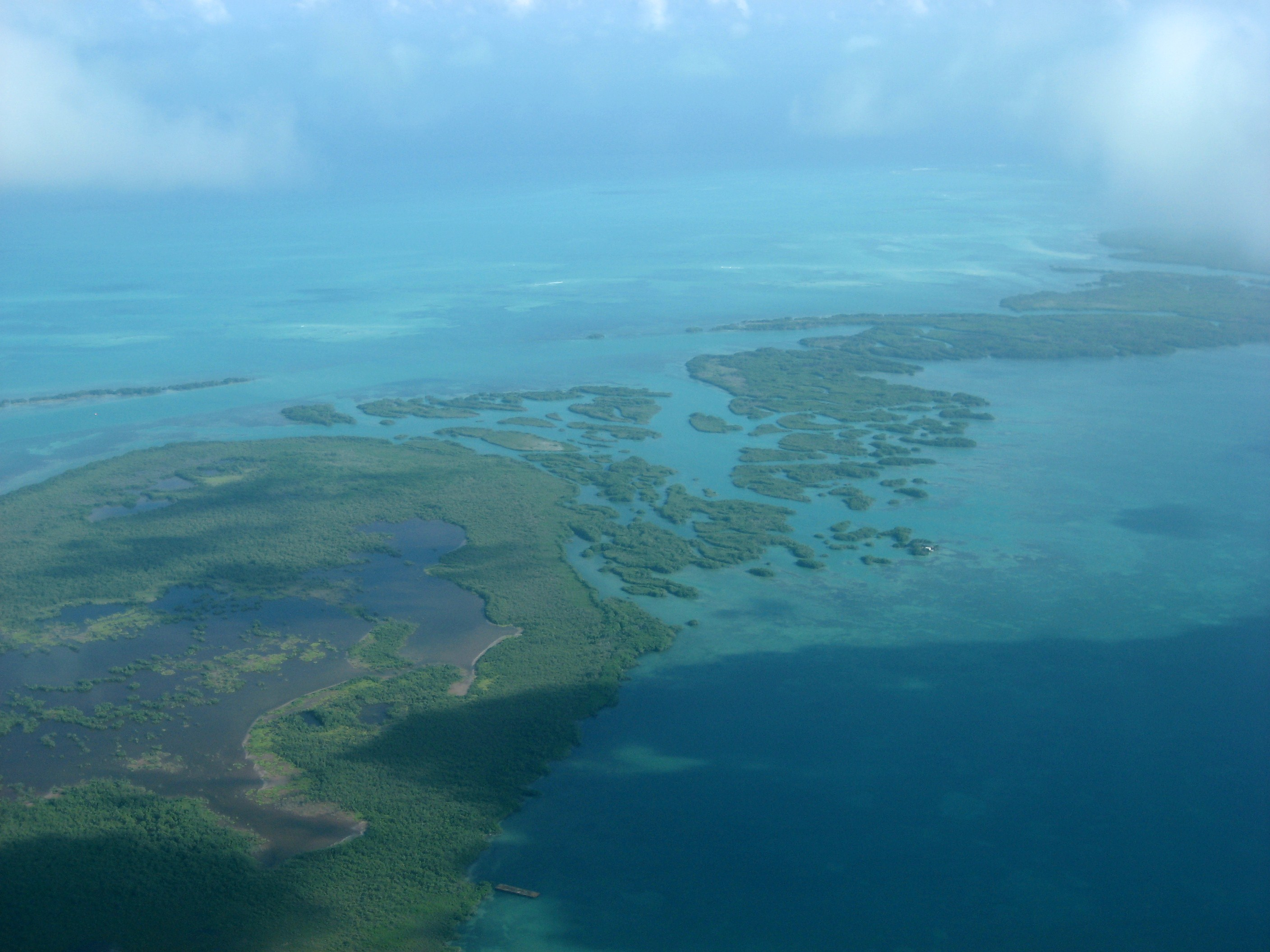
Letecký pohled na Hick's Cayes

Hick's Cayes, španělsky Cayos Hicks, je skupina neobydlených ostrovů v jižní části Chetumal Bay v Karibském moři, mezi St. Georges Caye a Caye Chapel, na půl cesty mezi Belize City a San Pedro Town. Nežijí zde žádní lidé. Pobřeží ostrovů se neustále mění, zejména během hurikánů. 
Na Hick's Cay se nachází archeologické naleziště z mayského období.